# Jamila Schäfer

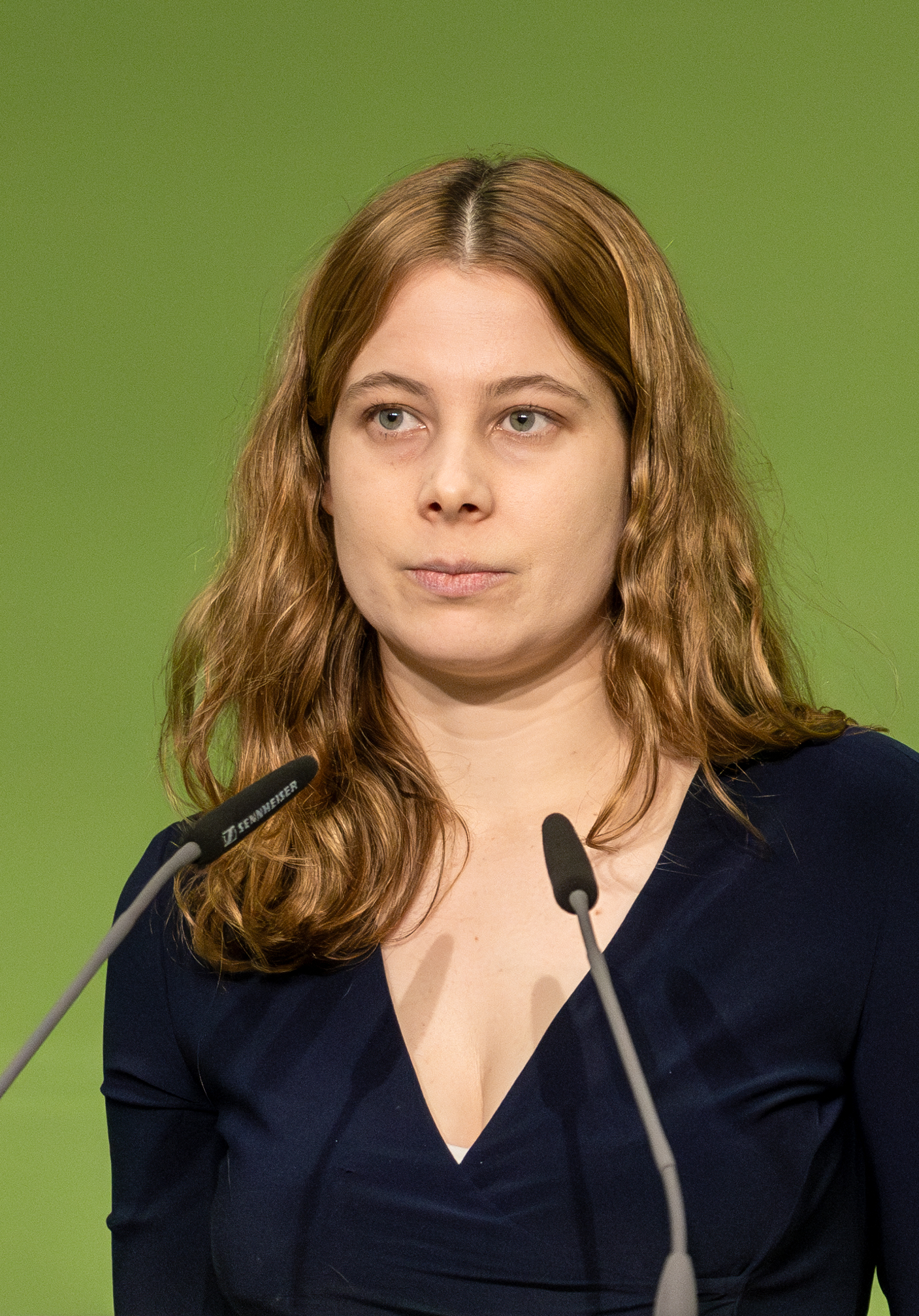
Jamila Schäfer, 2024

Jamila Anna Schäfer (* 30. April 1993 in München) ist eine deutsche Politikerin. Von Januar 2018 bis Januar 2022 war sie stellvertretende Vorsitzende von Bündnis 90/Die Grünen. Seit 2021 ist sie Mitglied des Deutschen Bundestages.

## Ausbildung
Nach dem Abitur 2011 am Bertolt-Brecht-Gymnasium  studierte sie von 2012 bis 2013 an der Ludwig-Maximilians-Universität München zunächst Jura, brach dieses Studium jedoch ab. Seit 2013 studiert sie in Frankfurt Soziologie mit Nebenfach Philosophie, bis 2024 jedoch ohne Abschluss.

## Politik

### Grüne Jugend
Im Oktober 2011 kam Schäfer im Zuge von Protesten gegen das achtjährige Gymnasium zur Grünen Jugend, der Jugendorganisation von Bündnis 90/Die Grünen. Von 2012 bis 2014 war sie Mitglied im Vorstand der Grünen Jugend München, zuletzt als Sprecherin. Im Oktober 2014 wurde sie als Beisitzerin in den Bundesvorstand der Jugendorganisation, am 31. Oktober 2015 auf dem 45. Bundeskongress schließlich zur Sprecherin gewählt und hatte diese Position bis zum 28. Oktober 2017 inne. In ihrer Bewerbungsrede hatte sie für das Einstehen für das Grundrecht auf Asyl geworben.
Die Grüne Jugend löste im Jahr 2016 eine Debatte über Patriotismus in der Berichterstattung über die Fußball-Europameisterschaft 2016 aus. Schäfer befürchtete, dass sich durch diese der Nationalismus gesamtgesellschaftlich festige. Vor den Jamaika-Sondierungsgesprächen 2017 stand Schäfer einer möglichen Regierungsbeteiligung eher skeptisch gegenüber. Sie warnte vor „freudestrahlender Regierungsbegeisterung“ und warb für mehr Konflikte zwischen den demokratischen Parteien.

### Stellvertretende Bundesvorsitzende von Bündnis 90/Die Grünen
Anfang 2018 kandidierte Schäfer für den Bundesvorstand ihrer Partei. Auf der Bundesdelegiertenkonferenz im Januar 2018 in Hannover setzte sie sich in einer Kampfabstimmung gegen Anna Cavazzini durch und fungierte als europäische und internationale Koordinatorin und damit auch als stellvertretende Vorsitzende der Partei. Sie war für die Vorbereitung des Parteiprogramms für die Europawahl 2019 verantwortlich. Auf der Bundesdelegiertenkonferenz im November 2019 in Bielefeld wurde sie ohne Gegenkandidat als stellvertretende Bundesvorsitzende wiedergewählt.

### Politische Positionen

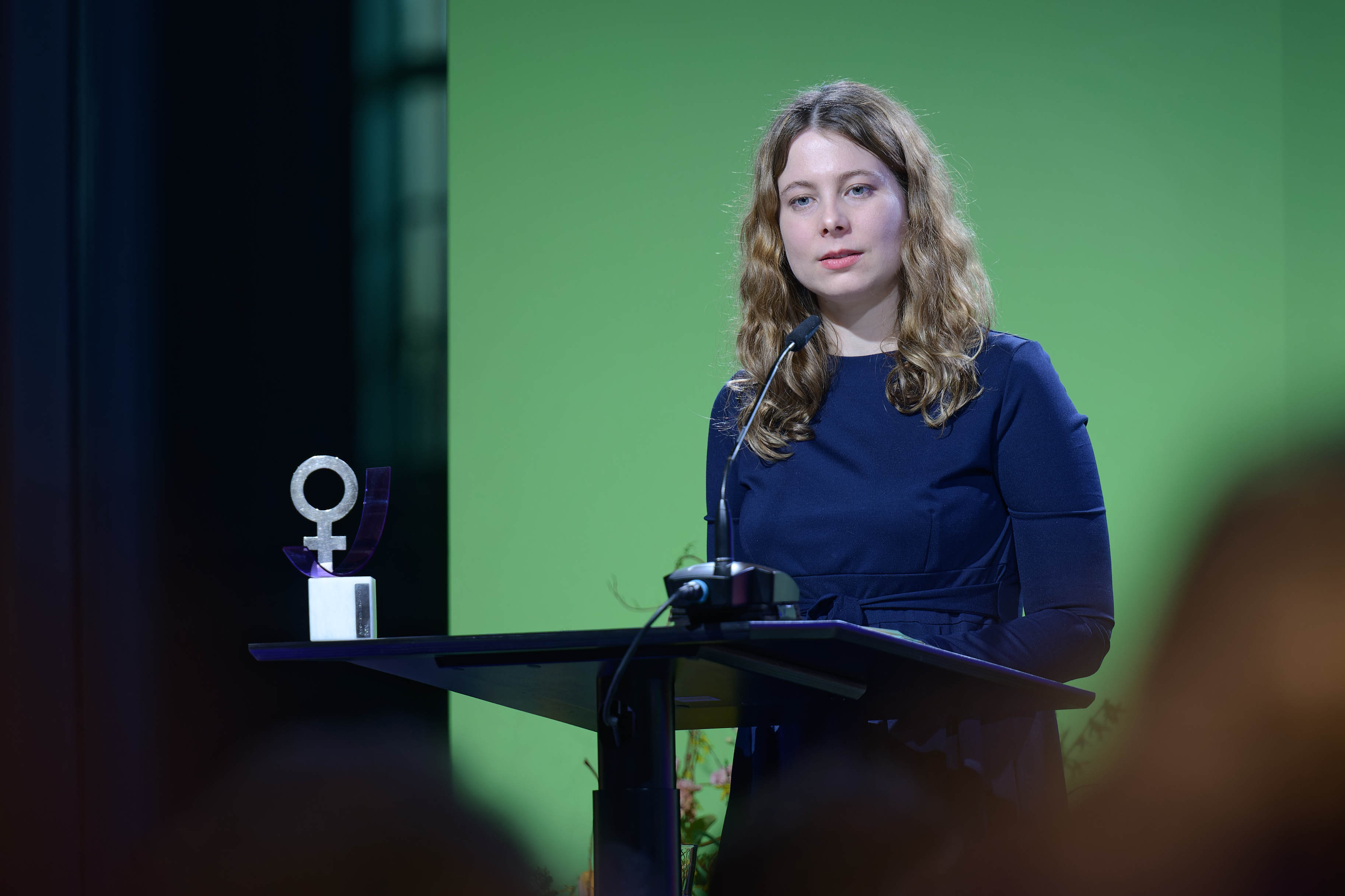
Jamila Schäfer (2024)

Schäfer wird dem linken Flügel der Partei zugerechnet. Sie ist Fördermitglied des Finanzwende e. V. und seit 2022 Schirmfrau des Zentrums Überleben, das sich national und international für Überlebende von Folter und Kriegsgewalt einsetzt. Im Februar 2024 unterschrieb sie einen offenen Brief, der die Freilassung von Julian Assange forderte. Sie setzt sich für eine Absenkung des Wahlalters ein.
Schäfer setzt sich für die Aufnahme von Geflüchteten ein, lehnte im Januar 2024 die Einführung einer Bezahlkarte für Asylbewerber ab und bezeichnete das Gesetz in einer persönlichen Erklärung als „unverhältnismäßige Rechts- und Freiheitseinschränkung für schutzsuchende Menschen, die keinen Beitrag zur Lösung realer Probleme in der Migrations- und Integrationspolitik leisten“. Außerdem lehnte sie das „Gesetz zur Verbesserung der Rückführung“ ab, da es erhebliche unverhältnismäßige Grundrechtseinschränkungen enthalte, humanitäre Hilfe kriminalisiere und gleichzeitig die Probleme der Kommunen bei der Migration nicht löse.
Schäfer positionierte sich für eine stärkere Unterstützung der Ukraine gegen den russischen Überfall seit 2022 und plädierte dafür, auch die eingefrorenen staatlichen russischen Vermögenswerte zur Finanzierung der Selbstverteidigung der Ukraine zu nutzen. In einer persönlichen Erklärung bezeichnete sie es als entscheidend für langfristigen Frieden, Freiheit und Demokratie auf dem europäischen Kontinent, dass Russland mit seinem Angriffskrieg gegen die Ukraine scheitert.
Schäfer gehört zu den Unterstützern eines Antrags eine Prüfung eines AfD-Verbotsverfahren auf den Weg zu bringen. Sie unterstützte den Gruppenantrag zur Neuregelung des Schwangerschaftsabbruchs nach §218 StGB sowie eine fraktionsübergreifende Initiative für die Widerspruchslösung bei Organspenden.
Im April 2024 lehnte sie die Reform des Klimaschutzgesetzes ab, da sie eine „Schieflage zu Lasten des Klimaschutzes beinhalte“ und einzelne Ministerien aus der Verpflichtung entlasse „konkrete Maßnahmen zur Umsetzung der sektorspezifischen Klimaziele“ zu machen.
Schäfer wirbt für eine Reform der Schuldenbremse, um den finanziellen Spielraum des Staates zu erhöhen und notwendige Investitionen für Klimaschutz, Sicherheit und den Ausbau Erneuerbarer Energien zu finanzieren. Ferner spricht sie sich für eine stärkere Besteuerung von Vermögen aus und bezeichnete dies in einem Gastbeitrag als „ein(en) Beitrag zur Gerechtigkeit und zur Handlungsfähigkeit des Staates in Krisenzeiten“.
2022 äußerte Schäfer in einem Videobeitrag, es sei ein Mythos, dass ein Staat das, was er ausgebe, zunächst einmal erwirtschaften müsse, denn er könne Kredite bei der Zentralbank aufnehmen und politisch festlegen, zu welchen Konditionen und in welchen Zeiträumen er sie zurückzahle. Zudem könne man in seiner eigenen Währung gar nicht pleitegehen. Für diese Aussagen wurde sie u. a. in einem Artikel der Presse kritisiert. Später erklärte sie, das Thema „etwas theoretisch und vereinfacht thematisiert“ zu haben. Sofern die Zentralbank, welche die eigene Währung in unbegrenzter Höhe bereitstellen könne, dazu bereit sei, könne ein Staat in seiner eigenen Währung nicht zahlungsunfähig werden. Inwiefern die Zentralbank dazu bereit sei, hänge von den institutionellen, rechtlichen und politischen Gegebenheiten ab.

### Bundestag
Für die Bundestagswahl 2021 wurde sie für den Bundestagswahlkreis München-Süd nominiert. Die Nominierung fand zunächst online statt, im Anschluss wurde das Votum über eine Briefwahl bestätigt. Mit 27,5 Prozent der Stimmen gewann sie das erste Direktmandat der Grünen in Bayern.
In der 20. Wahlperiode des Deutschen Bundestages (2021 bis 2024) war Schäfer Mitglied im Auswärtigen Ausschuss sowie im Haushaltsausschuss und seit dem 17. Februar 2022 ordentliches Mitglied des Vertrauensgremiums zur Billigung der Haushaltspläne der Nachrichtendienste des Bundes. Weiter war sie stellvertretendes Mitglied im Ausschuss für die Angelegenheiten der Europäischen Union und seit dem 8. Juli 2022 stellvertretendes Mitglied im Untersuchungsausschuss zu den Umständen des Abzugs aus Afghanistan. Ferner war sie die Vorsitzende des Bundesfinanzierungsgremiums und Delegationsmitglied zur Interparlamentarischen Konferenz über Stabilität, wirtschaftspolitische Koordinierung und Steuerung der EU sowie Co-Sprecherin der Landesgruppe Bayern der Grünen Bundestagsfraktion.
Bei der Bundestagswahl 2025 am 23. Februar verlor sie den Wahlkreis München-Süd mit 29,8 Prozent der Stimmen an die CSU-Kandidatin Claudia Küng. Mangels Zweitstimmendeckung wurde das Direktmandat jedoch nicht berücksichtigt. Schäfer zog über Landeslistenplatz eins der bayerischen Grünen in den Bundestag ein. Im 21. Deutschen Bundestag ist sie erneut Mitglied im Haushaltsausschuss sowie stellvertretend im Finanzausschuss sowie im Auswärtigen Ausschuss.
Am 26. Juni 2025 wählte sie das Plenum des Bundestages in das Vertrauensgremium zur Genehmigung der geheimen Wirtschaftspläne der Nachrichtendienste des Bundes.

## Privates
Sie ist Mutter einer Tochter.